# Dicrocerus elegans
Dicrocerus elegans es una especie extinta de ciervo que vivió en Francia durante el mioceno, entre 10 y 5 millones de años AP. Es la única especie descrita del género Dicrocerus.
Medía alrededor de 70 cm de altura. Tenía cuernos ramificados con aspecto de astas, pero a diferencia de las astas de los cérvidos actuales estaban presentes en machos y hembras y no eran reemplazados cada año.
El espécimen tipo fue hallado en una molasa lacustre de la localidad de Sansan, (departamento de Gers, Occitania), en Francia, y posteriormente ha sido identificado en distintas localidades de Europa y posiblemente una en China.
Desapareció al principio del plioceno, y no se han identificado descendientes.

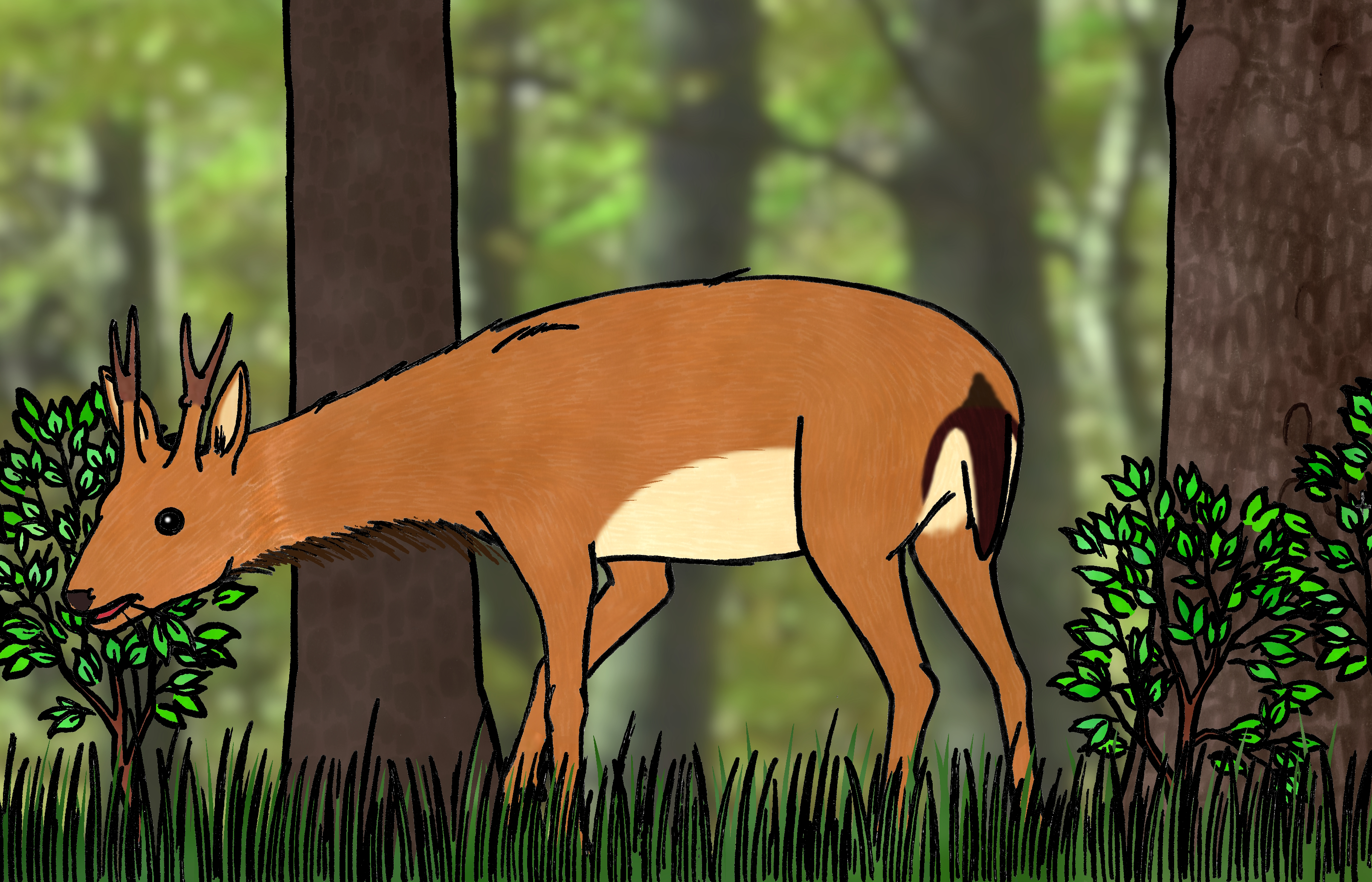